# Movie Movie
 Movie Movie è stato un programma televisivo italiano condotto da Gianni Morandi, Ugo Tognazzi e Luigi Magni, trasmesso da Rai 1 dal 29 dicembre 1981 al 7 aprile 1982, per diciotto puntate.

## La trasmissione
Il varietà, ripercorreva la storia del cinema italiano, utilizzando materiale d'archivio e filmati di repertorio, commentati da Ugo Tognazzi e Luigi Magni, con Gianni Morandi che reinterpretava brani tratti da celebri colonne sonore cinematografiche..